# 月刊グルトギ
『月刊グルトギ』（げっかんグルトギ）は、株式会社シーアンドエスが刊行しているK-POPを中心に扱った月刊音楽情報誌。1993年創刊。毎月1日発売。

## 概要
韓日文化ジャーナル 『月刊グルトギ』
主に韓国アーティストの最新情報やディスクレビューなどのコンテンツを多数揃えている。
- 発行部数 35,000部
- 版型 B5 (182×258mm)
- 創刊号 1993年7月1日（2014年3月現在、Vol. 248）
- 発行日 毎月1日
- 原稿締め切り 原則として15日

## 雑誌名
「グルトギ」とは、韓国語で「切株」の意味。韓国語表記は『그루터기』